# Živali v športu
Živali v športu so posebna oblika delovne živali. Veliko živali, predvsem v bolj komercialnih športih, je izjemno natreniranih in usposobljenih. Najpogosteje v športu sodelujejo konji in psi.

## Vrste športnih prireditev, ki vključujejo živali
Obstaja veliko vrst športnih prireditev, ki vključujejo živali, z različno stopnjo udeležbe ljudi. Nekatere vrste športa se odvijajo izključno med živalmi, medtem ko imajo v drugih športih živali manjšo vlogo. Večina športov zahteva treniranje živali, nekateri pa vključujejo tudi selektivno vzrejo.
Obstaja tudi nekaj velikih športnih prireditev, ki vključujejo živali, na primer rodeo, kjer jahači kažejo zlasti spretnosti pri obvladovanju bikov ter konj med ovirami. 

### Dirke
Dirke so najbolj priljubljena oblika športa, v katerem sodelujejo živali, še posebej konjske dirke. Pri nekaterih dirkah so neposredno vključeni tudi ljudje (kot jezdeci oziroma jahajči) medtem ko pri drugih dirkah tekmujejo živali same. Obstajajo pa tudi dirke, kjer sodelujejo tudi ljudje, vendar ne kot jahači. Primeri takih dirk so konjske dirke brez jahačev, dirke vlečnih psov in v antični Grčiji ter Rimskem cesarstvu priljubljene dirke konj s kočijo.
Zelo priljubljene dirke so dirke hrtov, ki so se pričele odvijati leta 1800 v Združenih državah amerike, po tem, ko so bili psi prinešeni iz Evrope za pomoč pri lovljenju zajcev. Najpogostejše so tekaške dirke na daljših progah, obstajajo pa tudi druge oblike dirk: 
- dirke golobov, kjer morajo golobi najti svojo pot domov iz določenega kraja;
- kambala, dirke bivolov v obalnih predelih Karnatake v Indiji. Kambala se prireja vsako leto v zimskem času v približno 50 mestih oziroma vaseh.

Dirke se pogosto povezane s stavami za denar (oz. Igrami na srečo) in tako se zanje letno porabi več milijonov po vsem svetu. To je eden od razlogov, da so nekatere države takšne športne prireditve označile za nezakonite.

### "Ena na ena" športi in ekipni športi
Obstajajo tudi nekateri nedirkalni športi ki vključujejo živali. Na primer polo, kjer tekmovalci dveh moštev poskušajo s palico, ki ima na koncu leseno kladivo, spraviti žogo v nasprotna vrata, medtem ko sedijo na konju. Od začetka 20. stoletja obstaja tudi polo s sloni, ko so člani Britanske aristokracije v Nepalu začeli igrati polo na slonih.
Od 14. do 16. stoletja so bili priljubljeni "ena na ena" viteški turnirji, kjer so se vitezi s sulicami bojevali na konjih.

### Boj
V večini državah veljajo živalski boji, kjer se dve ali več živali bori druga proti drugi, kot so petelinji boji in pasji boji, za kruto dejanje in so zato nezakoniti. Nekateri legalni živalski boji pa potekajo po vsem svetu, vključno z boji med kravami in kamelami. Obstajajo tudi nekatere dovoljene oblike športa, kjer se ljudje bojujejo z živalmi, kot so bikoborbe, ki imajo dolgo zgodovino v španski in portugalski tradiciji. Niti ni nujno, da se bojujejo velike živali, na primer v Macau in Hong Kongu je zelo priljubljena borba s črički (vendar pa je ob tem nezakonito staviti).
Skozi zgodovino so potekali tudi mnogi drugi športi, ki so vključevali prelivanje krvi med živalmi in bili namenjeni kot zabava, mnogo od teh je delovalo kot vaba za pse. Veliko različnih vrst živali je bilo danih v jamo, včasih zvezanih na drog in tako nastavljenih kot vaba za pse. Za vabo so se uporabljale podgane, jazbeci, medvedi in levi. Obstaja tudi nekaj zgodb o človeški vabi.
Živali, ki sodelujejo v živalskih bojih imajo po navadi že prirojeno moč in vzdržljivost.

### Lov
Lov se je začel kot ključni sestavni del lovsko-nabiralske družbe, kot pomemben vir hrane. Z udomačitvijo živali in razvojem kmetijstva je lov predstavljal še lažji način pridobivanja hrane. Lov je postal tudi šport za visoke socialne razrede. V večini delov srednjeveške Evrope je najvišji socialni razred (aristokracija in višja duhovščina) pridobil kot edini pravico za lov na nekaterih področjih na fevdalnem ozemlju.
Nevaren lov levov ali divjih merjascev, običajno na konju (ali z vozilom, kot v Egiptu in Mezopotamiji) je imel tudi funkcijo podobno turnirju in moškega športa: kot častno in nekoliko konkurenčno razvedrilo za pomoč aristokraciji vaditi spretnosti vojne v času miru. V starem Rimu je bil "Venatio" oblika zabave v amfiteatrih, kjer so ljudje gledali kako se ljudje bojujejo proti živalim.
V sodobnem času je lov običajno pravno legalen v kolikor ima lovec dovoljenje za lov, čeprav obstajajo nekatere pravno neurejene oblike v nekaterih državah. Živali so lahko cilj lova, lahko pomagajo lovcem ali pa lovijo same.
Lov na lisice je sporno vprašanje še posebej v Združenem Kraljestvu predvsem glede (ne)potrebnosti in krutost, ki ga to dejanje vključuje.

#### Ribolov
Ribolov je nekoliko drugačen od drugih športov. Najpogosteje je za zabavo ali hobi, vendar pa je lahko tudi tekmovalen šport.

#### Streljanje na golobe
Streljanje na golobe je bil eden od kategorij, ki vključuje streljanje, na Poletnih Olimpijskih igrah leta 1900. Cilj tekmovalcev  je ubiti čim več letečih golobov, ti pa so istočasno pred njih izpuščeni iz kletk.

### Tekmovanja v usposobljenosti ali vzgoji živali
Na prireditvah je namen poudariti odličnost usposabljanja ali vzgoje živali. V tej kategoriji obstajajo različne jahalne športne discipline, vključno s skoki čez ovire in dresura konj, ki so predstavljeni na Olimpijskih Igrah. Na nižjih ravneh tekmovanja se tekmuje v jahanju in vožnji, kot tudi v nejahalnih kategorijah, kjer se ocenjuje strukturo in podrejenost konj.
Psi, katere je z lahkoto udomačiti, so ena izmed najbolj priljubljenih živali na takšnih prireditvah. Govedo in ovčarski psi so priljubljeni v številnih državah in jih lahko uporabimo za prikaz, kako dobro lahko pes zbira živali. V to kategorijo spadajo tudi psi, ki se udeležujejo agility dogodkov, kjer se morajo psi spopasti z raznimi ovirami in pokazati svojo poslušnost v vnaprej določenih nalogah.
Crufts je britanska prireditev, na kateri psi tekmujejo v svoji strukturi, skladnosti in obliki. Od leta 1886, ko so se prvič pojavila tovrstna tekmovanja so le-ta vse pogostejša. Poleg psov, ki tekmujejo najpogosteje, velikokrat tekmujejo tudi mačke. Tako psi kot mačke imajo veliko različnih pasem in zato tekmujejo v različnih kategorijah, vsakega posameznika pa primerjajo s tistim, kar je za določeno pasmo "idealno."
Tudi nekatere druge ne tako značilne živali tekmujejo na takšnih tekmovanja, na primer v zajčjih skokih in drugih kategorijah.

## Popularna kultura
Filmi in televizijske serije o živalih v športu so lahko realni ali izmišljeni, saj lahko prikazujejo živali v dejavnosti, ki jih dejansko ne morejo izvesti. Film "Seabiscuit" je dokaj natančen portret slavnega Ameriškega konja z istim imenom, medtem ko je film "MVP: Most Valuable Primate" o šimpanzu, ki igra hokej, nerealen.